# Matachia
Matachia is een geslacht van spinnen uit de  familie van de Desidae.

## Soorten
- Matachia australis Forster, 1970
- Matachia livor (Urquhart, 1893)
- Matachia magna Forster, 1970
- Matachia marplesi Forster, 1970
- Matachia ramulicola Dalmas, 1917
- Matachia similis Forster, 1970